# Chylifère
Les chylifères sont des vaisseaux faisant partie du réseau lymphatique, situés au niveau de l'intestin grêle. Ils ont pour fonction de collecter la plus grande partie des lipides (phospholipides, esters du cholestérol, cholestérol, vitamines liposolubles...) absorbés au niveau de cet organe. Tous ces lipides génèrent les chylomicrons qui forment un liquide laiteux, le chyle. La lymphe chylifère est collectée au niveau de la citerne du chyle et rejoint ensuite la circulation sanguine via le canal thoracique.

## Historique
La découverte de ces « vaisseaux de lait »  du système lymphatique de l'intestin est due au chirurgien italien Gaspare Aselli (v. 1581-1626). En 1622, en pratiquant des vivisections sur des chiens, il découvre presque par hasard les vaisseaux lymphatiques de l'intestin. En poursuivant des recherches systématiques pour étudier le rôle de ces structures vasculaires, il a pu confirmer son observation. Le résultat de celles-ci a été publié en 1627 à Milan, un an après sa mort, sous le titre De lactibus sive lacteis venis. 
Les chylifères ont été observés aussi par Nicolas Fabri de Peiresc au cours de ses recherches anatomiques.

## Structure et rôles
Le tube digestif comportent deux systèmes de drainage lymphatique sans interconnexion : les chylifères au niveau des villosités intestinales reliés aux vaisseaux de la sous muqueuse, et les vaisseaux de la couche musculaire lisse. 
Les vaisseaux chylifères permettent l’absorption des lipides par le tube digestif. Ces nutriments passent dans un premier temps par les entérocytes, avant de traverser la lamina propria et de pénétrer dans les chylifères. Ces derniers possèdent une propriété contractile permettant la circulation de la lymphe.  Les médicaments lipophiles passent par cette voie, permettant d'éviter un passage à travers le foie et leur dénaturation.  